# 歐陽鵬
歐陽鵬（1445年—？），字時舉，江西吉安府泰和縣人，民籍，明朝政治人物。

## 生平
順天府鄉試第十四名舉人。成化二十三年（1487年）中式丁未科會試第一百二十二名，三甲第五十二名進士，授庶吉士。

## 家族
曾祖歐陽觀民；祖父歐陽永仁；父歐陽廣濬，母康氏；繼母胡氏。具庆下。弟鹗、凤、鸿、鷃。